# Ver.di
Vereinte Dienstleistungsgewerkschaft (en español, Sindicato Unido de Servicios), también conocido como Ver.di, es una organización sindical de Alemania, afiliada a la Federación Alemana de Sindicatos. 
En su país es el sindicato más importante en el sector servicios y el segundo más grande por detrás del metalúrgico IG Metall, con cerca de 2,1 millones de afiliados.

## Historia
La organización nació en 2001 a través de la fusión de cinco sindicatos:
- DAG: Sindicato Alemán de Empleados (Deutsche Angestellten-Gewerkschaft)
- DPG: Sindicato Postal Alemán (Deutsche Postgewerkschaft)
- HBV: Sindicato de Comercio, Banca y Seguros (Gewerkschaft Handel, Banken und Versicherungen)
- IG Medien: Impresión y Papel, Periodismo y Arte (Druck und Papier, Publizistik und Kunst)
- ÖTV: Sindicato de Servicios Públicos, Transporte y Tráfico (Gewerkschaft Öffentliche Dienste Transport und Verkehr)

La integración del DAG suponía también su ingreso en la Federación Alemana de Sindicatos, a la que no pertenecía hasta entonces.
En las negociaciones para la concentración también participaron la Unión del Ferrocarril y Transportes (EVG) y el Sindicato de Educación y Ciencia (GEV), aunque no llegaron a un acuerdo y mantuvieron su independencia.
La fusión se aprobó el 18 de marzo de 2001 en un congreso extraordinario en Berlín, mientras que el registro oficial se hizo el 2 de julio del mismo año como "asociación registrada". En el momento de la unión, la nueva organización contaba con 2,8 millones de afiliados. Su primer secretario general fue Frank Bsirske, que hasta entonces era líder sindical del ÖTV.

## Organización

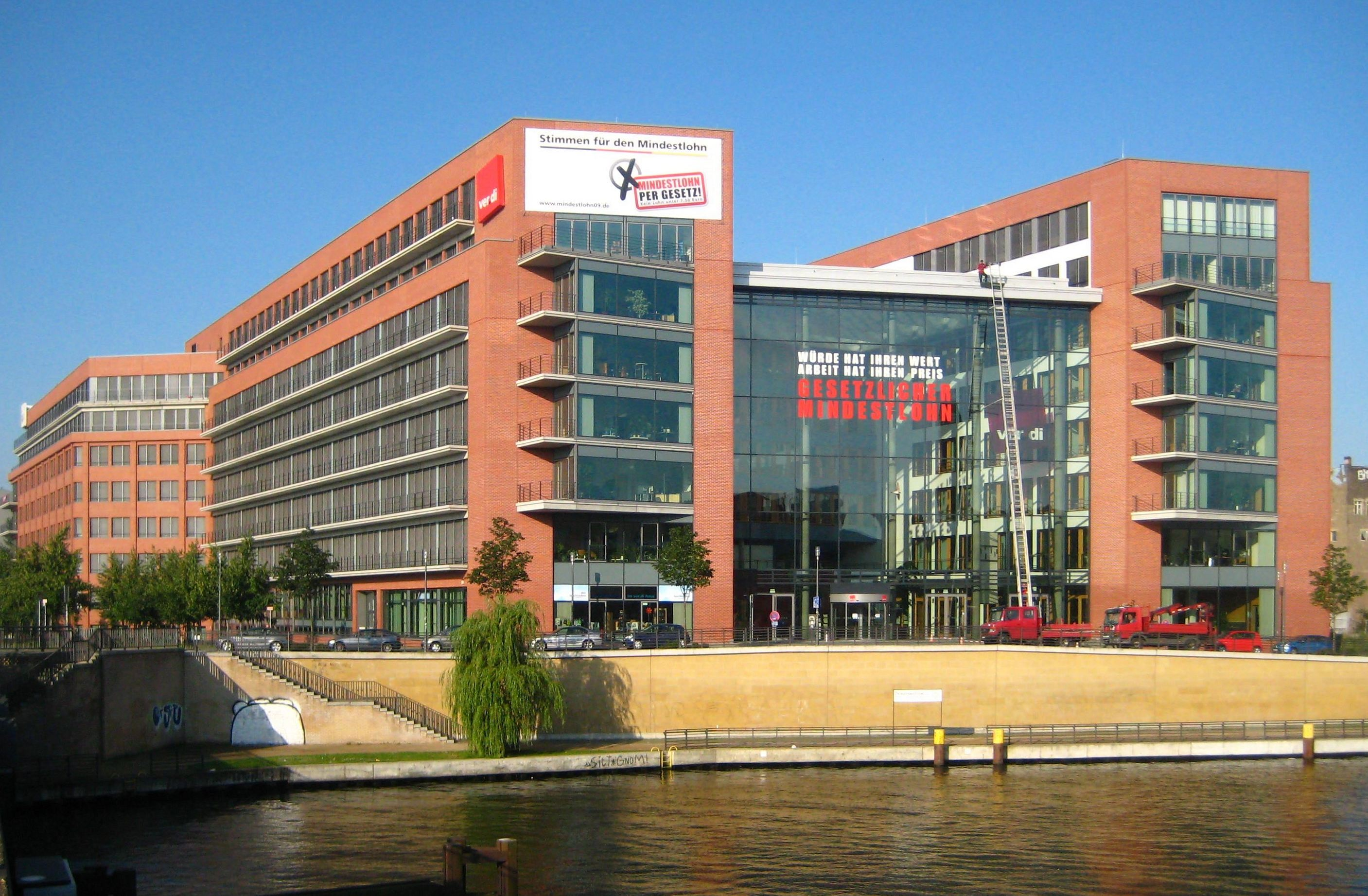
Sede federal de Ver.di en Berlín.

El Sindicato Unido de Servicios se define como una organización que «lucha por los intereses de nuestros miembros mostrando flexibilidad e imaginación, independiente de los partidos políticos y gobiernos, y que defiende la justicia social, la igualdad de oportunidades y la democracia». Además de la protección en el puesto de trabajo, ofrece a sus afiliados servicios de consultoría, asistencia profesional y formación profesional.
Ver.di tiene una organización matricial. La estructura horizontal consta de cuatro niveles: nacional (Bund), regional (Landesbezirke), por distritos (Bezirke) y local. Por otro lado, la vertical establece grupos de personas a los que se dirige, como los jóvenes, ancianos, trabajadores, desempleados, funcionarios, autónomos y diplomados (como licenciados o ingenieros). El presidente de la junta nacional es Frank Werneke.
La organización tiene trece divisiones que se encargan de cada responsabilidad específica:
- FB 01: Servicios financieros
- FB 02: Infraestructuras públicas y gestión de residuos
- FB 03: Salud, servicios sociales, bienestar e iglesias
- FB 04: Seguridad social
- FB 05: Educación, ciencia e investigación
- FB 06: Gobierno federal (Bund) y estados federales (Länder)
- FB 07: Autoridades locales
- FB 08: Medios de comunicación, arte-cultura e industria
- FB 09: Telecomunicaciones, tecnologías de la información y procesamiento de datos
- FB 10: Servicio postal, mensajería y logística
- FB 11: Transporte
- FB 12: Comercio
- FB 13: Servicios especiales (engloba cualquier empleo o actividad no abarcada por el resto de sectores)

El sindicato tiene una organización juvenil, "ver.di Jugend", que está afiliada a la organización internacional UNI Global Union.